# Instrument de bord (aéronautique)
Les instruments de bord servent à présenter à l'équipage technique toutes les informations utiles au pilotage et au fonctionnement de l'aéronef, à la navigation et aux communications avec les autres aéronefs et le contrôle aérien :

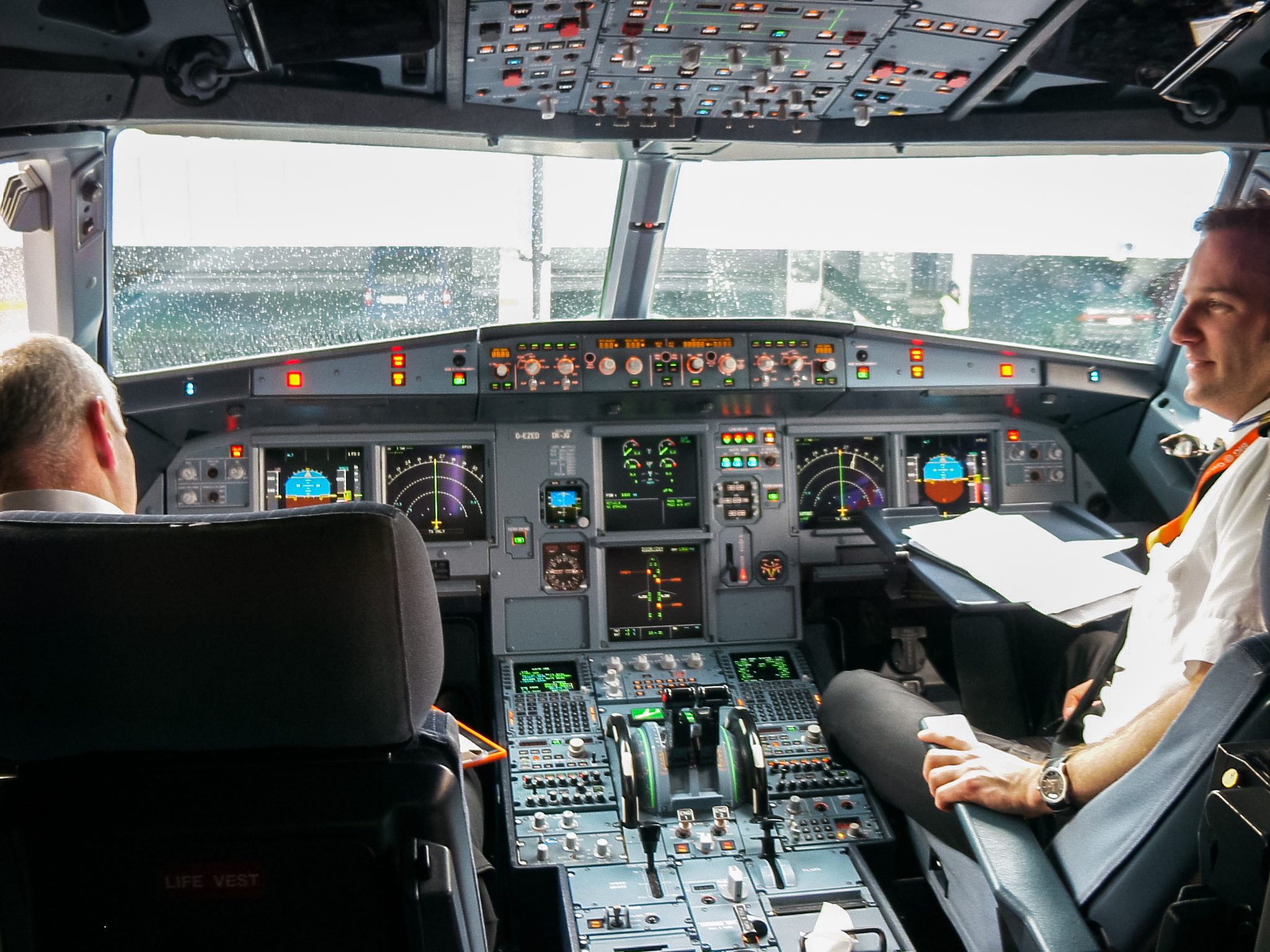
Le poste de pilotage de l'Airbus A319

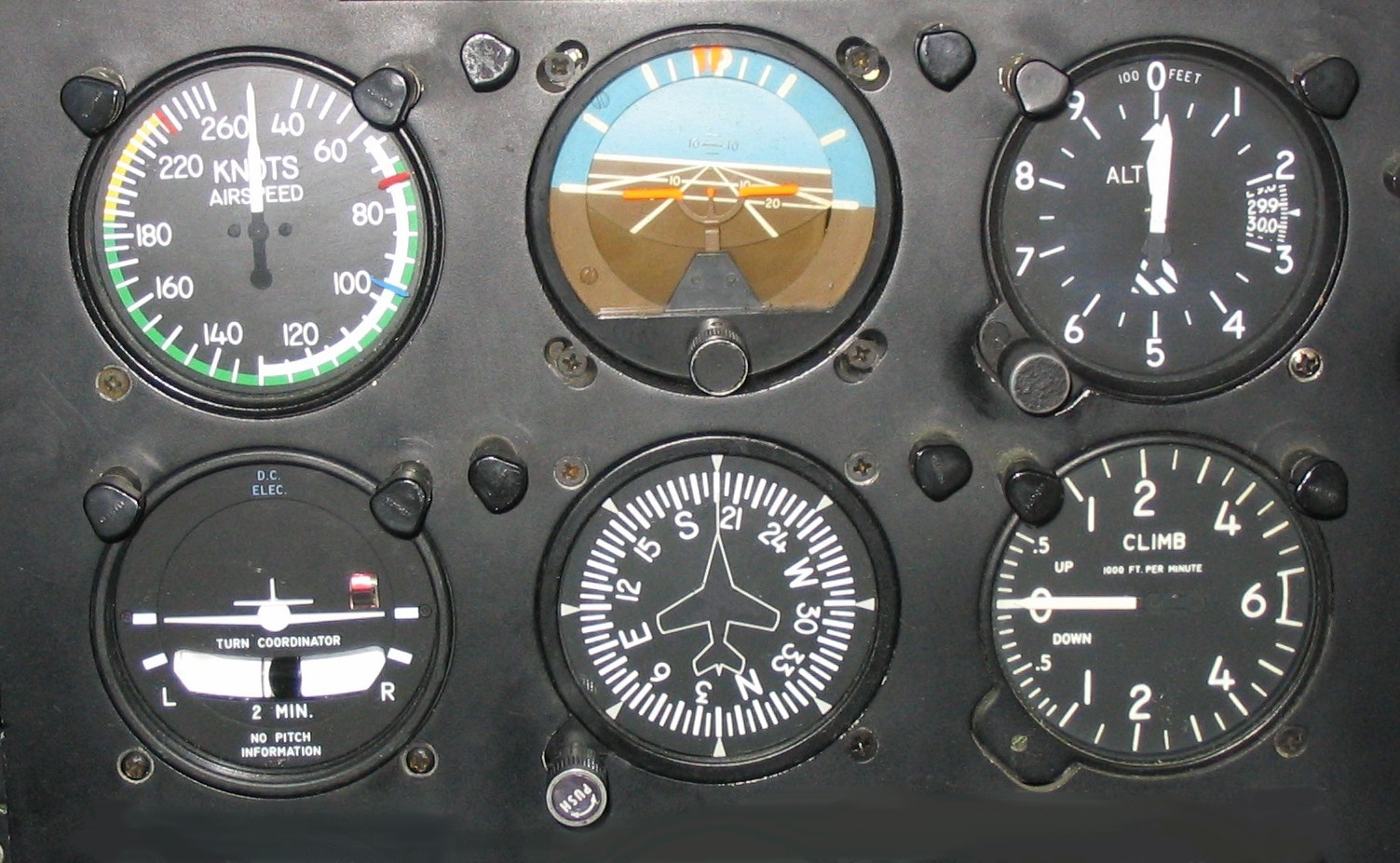
Les 4 instruments de base en T complétés par, en bas :
- à gauche, « bille et indicateur de virage » (→ symétrie du vol et taux de virage) ;
- à droite, « variomètre » (→ vitesse verticale, instrument gradué ici en 1000 pieds par minute).

- pilotage : horizon artificiel, anémomètre, altimètre, variomètre, etc.
- navigation : compas, ILS, VOR, GPS, etc.
- gestion des groupes motopropulseurs : tachymètre, température et pression, etc.
- gestion des télécommunications : radio, système d'intercommunication de bord, etc.
- gestion des servitudes : consommation de carburant, tension et intensité électrique, etc.
- accomplissement de la mission : instruments spécialisés.

Selon le type d'aéronef et le nombre de membres d'équipage les instruments sont regroupés sur des tableaux et, pour le pilote, sur le tableau de bord situé devant lui. Les quatre instruments de base sont toujours disposés de la même façon (en configuration de T basique) : 
- l'horizon artificiel au centre ;
- l'anémomètre à gauche ;
- l'altimètre à droite ;
- le gyro directionnel ou plateau de route en dessous.

Cette disposition permet d'optimiser le circuit visuel au cours du vol. La disposition des autres instruments est variable mais respecte certains standards.
Sur les aéronefs les plus récents les instruments sont remplacés par des écrans rassemblant toutes les informations du T de base sur une seule surface de visualisation, les instruments conventionnels ne sont conservés qu'à titre de secours pour pallier une éventuelle défaillance des systèmes électroniques. Les écrans sont le plus souvent multi-fonctions, c'est-à-dire qu'ils sont prévus pour afficher l'ensemble des informations nécessaires à une phase de vol au gré du pilote. Originellement les écrans reprenaient les vues classiques des instruments analogiques. Ils sont progressivement remplacés par des visuels regroupant les informations selon des standards ergonomiques.
Les photos ci-contre présentent une planche de bord classique (analogique) avec la configuration minimale en T et une planche de bord plus récente avec écrans intégrés (glass cockpit).

## Problématique générale
Les instruments de bord mesurent une donnée utile pour le pilote. Comme tout instrument de mesure ils sont constitués d'un détecteur, d'un système de transformation et d'un système d'affichage.
Le détecteur est un élément dont une caractéristique physique varie proportionnellement avec le phénomène à mesurer. Par exemple une roue à aubes placée dans un tuyau du circuit de carburant tournera d'autant plus vite que le flux est important.
Le système de transformation change la valeur physique mesurée en une autre grandeur physique qui permettra d'actionner le système d'affichage. En reprenant l'exemple précédent, la roue à aubes actionnera un mini-générateur électrique dont la tension sera proportionnelle à la vitesse de rotation.
Le système d'affichage transforme cette dernière valeur en un déplacement mécanique, la rotation d'une aiguille par exemple, qui sera lisible par le pilote.
Pour les instruments de base les plus simples les trois éléments ci-dessus peuvent être inclus dans un boîtier unique. Dans la majorité des cas le détecteur est situé en dehors du poste de pilotage et l'information est transmise à l'afficheur sous la forme d'une tension électrique. Sur les avions les plus modernes l'afficheur est virtuel ; les informations mesurées sont transmises à l'ordinateur de bord qui élabore un afficheur virtuel sur l'écran situé devant le pilote.

### Choix des types d'instrument
La complexification de la liaison entre le détecteur et l'afficheur augmente le risque de panne. C'est pourquoi les appareils les plus modernes conservent toujours des instruments de base de formule classique en secours.
Les avions civils peuvent utiliser des instruments mesurant des signaux reçus de l'extérieur, c'est le cas de tous les systèmes de radionavigation. Les avions militaires peuvent utiliser ces mêmes systèmes mais sont aussi équipés de systèmes autonomes permettant de pallier les risques de compromission des informations reçues.

### Erreurs spécifiques de mesure
L'information fournie par un instrument de bord est entachée d'erreurs. Certaines de ces erreurs sont spécifiques à l'environnement aéronautique : densité d'instrument sur le tableau de bord et proximité de générateur ou moteurs électriques entraînant un risque d'interférences, vitesse relative, pression et température de l'air externe, attitude de l'appareil, etc.

## Instruments de pilotage

### Altimètre

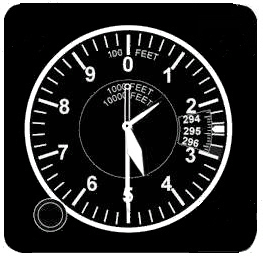
Cadran d'un altimètre de bord
Le calage est affiché dans la petite fenêtre à droite (en pouce de mercure)
Les trois aiguilles donnent respectivement des dizaines de milliers, des milliers, des centaines de pieds
L'altitude affichée est donc de 14500 pieds

Un altimètre est un instrument de mesure permettant de déterminer la hauteur d'un aéronef par rapport à un niveau de référence : le sol, le niveau de la mer (mesure d'altitude) ou une surface isobare.
À bord d'un aéronef, il est nécessaire de connaître trois hauteurs ou altitudes :
- la hauteur par rapport au sol : en particulier pour la navigation locale et éviter les obstacles artificiels dont les cartes publient l'altitude et la hauteur. En utilisant la pression de l'aérodrome en référence, l'aéronef décolle ou se pose avec l'altimètre indiquant 0 ;
- l'altitude par rapport au niveau de la mer : pour éviter les obstacles naturels dont les cartes publient l'altitude ;
- le niveau de vol : pour éviter les abordages entre aéronefs en utilisant une référence arbitraire identique pour tous et fixée à 1 013 hPa.

Pour obtenir les indications ci-dessus, il faut que l'altimètre soit calé sur la pression correspondante. Ces pressions sont transmises par radio et les pilotes utilisent toujours les codes développés à l'époque du Morse afin d'éviter les ambiguïtés (voir langage aéronautique, Code Q).
- QNH : pression au niveau de la mer. Permet de mesurer l'altitude.
- QFE : pression au niveau du sol. Permet de mesurer une hauteur. Utilisé près d'un aérodrome, ce calage permet de décoller et d'atterrir avec une indication de 0.
- QNE, ou calage au FL (pour Flight Level, en français Niveau de Vol) : calage utilisé par tous les aéronefs en croisière. La référence étant identique pour tous, elle permet d'éviter les accidents.

### Radioaltimètre (ou sonde altimétrique)
Il utilise un radar chirp placé sous le fuselage.
Il est utilisé pour les procédures d'approche finale ou dans le cadre de la prévention contre le risque de percuter le relief. Il indique de façon très précise (à 50 cm près) la hauteur de l'avion par rapport au sol.

### Anémomètre
L'anémomètre d'un aéronef permet de déterminer sa vitesse par rapport à l'air ambiant.

#### Étévé
Les premiers instruments de mesure de la vitesse étaient constitués d'un levier vertical articulé autour d'un pivot et supportant une palette rectangulaire orientée perpendiculairement à l'écoulement du vent relatif et une aiguille. Il était maintenu en position zéro par un ressort calibré (principe du peson). La pression du vent faisait déplacer l'aiguille sur un cadran pour indiquer la vitesse air. Conçu en 1910, par Albert Étévé il était désigné indicateur Étévé du nom de son inventeur.
Ce système était appelé « antenne à déflexion » sur le Stampe SV-4. En 1965, certains Tiger Moth en étaient encore équipés.

#### Badin
Pour les articles homonymes, voir Badin.

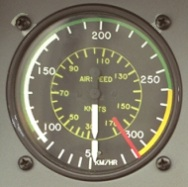
Cadran d'un anémomètre de bord

Aujourd'hui, le dispositif utilisé est un instrument appelé « badin » en France (en 1911, du nom de son inventeur, Raoul Badin) associé au tube de Pitot.

La connaissance de la vitesse air est indispensable pour conserver l'aéronef dans son domaine de vol, donc entre la vitesse minimale permettant sa sustentation et la vitesse maximale où les forces aérodynamiques risquent d'endommager la structure. Ces deux vitesses varient en fonction de la configuration (train sorti, volets sortis, etc.) et de l'attitude (virage, descente, etc.). C'est pourquoi un anémomètre adapté à un aéronef particulier comporte des zones de couleurs différentes :
- l'arc vert indique les conditions normales de vol de l'avion ;
- l'arc jaune les vitesses interdites en air turbulent ;
- l'arc blanc la plage de sortie des dispositifs hypersustentateurs, configuration full (volets) ;
- enfin, le trait rouge indique la vitesse limite (VNE :velocity never exceed), particulièrement pour la structure de l'appareil.

Le badin est un manomètre étalonné en fonction du Théorème de Bernoulli qui détermine la pression dynamique qui est égale à la différence entre la pression totale et la pression statique. Cette pression dynamique, est fonction de la vitesse de l'avion par rapport à l'air et permet d'afficher une information de vitesse air sur le badin. Elle est généralement mesurée en nœuds, mais, sur quelques avions français et sur les avions russes, elle est donnée en kilomètres par heure, ainsi que sur d'anciens aéronefs américains qui indiquent la vitesse en miles par heure. L'anémomètre donne la vitesse indiquée (Vi) ou « vitesse lue ». Cette vitesse correspond à la « vitesse vraie » à la pression de 1 013,25 hPa (au niveau de la mer en atmosphère standard) et à la température de 15 °C. Avec la baisse de la densité de l'air, par exemple en altitude, la vitesse vraie est supérieure à la vitesse indiquée (une approximation peut être faite en ajoutant 1 % par tranche de 600 pieds au-dessus de la surface 1 013 hPa).

### Machmètre

Illustration d'un machmètre indiquant une lecture de 0.83.

Pour les avions volant à des vitesses proches de celle du son et au-delà, d'autres lois physiques sont applicables. On utilise un autre instrument :

le machmètre mesure le rapport entre la vitesse de l'avion et la vitesse du son. Cette information est utile en vol subsonique pour éviter de pénétrer dans le domaine de vol transsonique et en vol supersonique.

### Variomètre

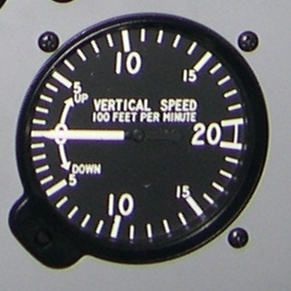
Variomètre

Un variomètre est un instrument utilisé pour connaître leur vitesse ascensionnelle. La majorité de ces appareils fonctionnent d'après le différentiel de pression induit par la vitesse verticale de l'appareil.

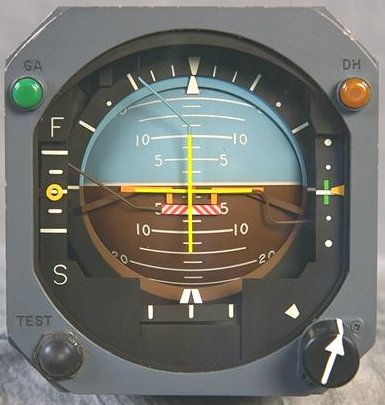
Horizon artificiel classique

### Horizon artificiel
L'horizon artificiel ou indicateur d'assiette mesure les assiettes de l'aéronef par rapport à l'horizon (longitudinale et c'est-à-dire les angles de tangage et roulis. Il utilise un gyroscope qui, en principe, conserve le calage initial réglé avant le décollage. Il est particulièrement utile pour le pilotage sans référence visuelle extérieure.

### Indicateur de dérapage

#### Bille
Le plus souvent, l'indicateur de dérapage comporte une bille pouvant se déplacer dans un tube incurvé rempli d'un liquide pour amortir ses mouvements, comme un niveau à bulle inversé. La bille indique la verticale apparente et, indirectement, la symétrie du vol : en effet toute force aérodynamique perpendiculaire au plan de symétrie de l'avion induit une accélération transversale et donc une force centrifuge qui déplace la bille de l'autre côté. Ainsi, un dérapage à gauche ou à droite induira une portance transversale (essentiellement du fuselage) vers le côté opposé ; la bille se déplacera donc du côté du dérapage.
En vol symétrique, la bille reste au milieu quelle que soit l'inclinaison, tant que le facteur de charge est positif. Les avions de voltige disposent d'une deuxième bille, inversée, pour le vol dos. En cas de dérapage, l'action du pilote sur le palonnier du côté de la bille permet de rétablir la symétrie.
La bille n'indique pas exactement le dérapage dans tous les cas. Par exemple, sur un bimoteur dont un des moteurs est en panne et l'hélice en drapeau, la gouverne de direction doit être braquée pour contrer le couple du moteur restant, ce qui crée une force transversale et donc une dissymétrie. À dérapage nul, la bille sera donc légèrement du côté du moteur vif.

#### Fil de laine

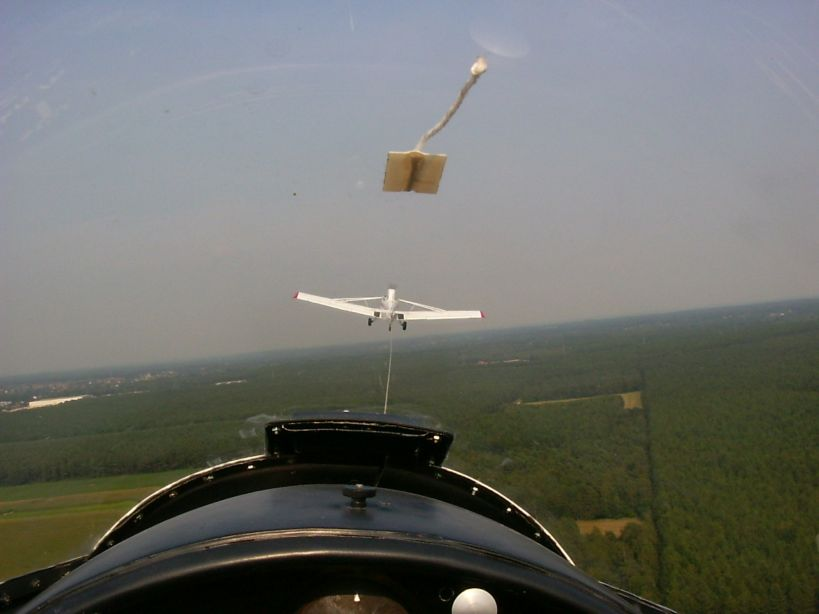
Fil de laine sur la verrière d'un planeur (au-dessus du remorqueur)

Certains aéronefs sont équipés d'un simple fil de laine fixé sur la verrière ou sur un support quelques centimètres au-dessus, dans l'axe de symétrie. Le fil de laine indique directement la direction des filets d'air (écoulement aérodynamique local). En vol symétrique, le fil de laine est au milieu. En cas de dérapage, le fil est dévié du côté opposé (de deux fois l'angle de dérapage environ, en raison de l'influence aérodynamique du nez du fuselage). Pour le ramener au milieu, le pilote doit agir sur le palonnier opposé au fil de laine.
Le fil de laine est plus précis et plus sensible que la bille, qu'il complète ou remplace sur les planeurs. Il équipe également les hélicoptères. Il n'est pas utilisable sur les monomoteurs en raison du souffle de l'hélice.

### Indicateur de virage

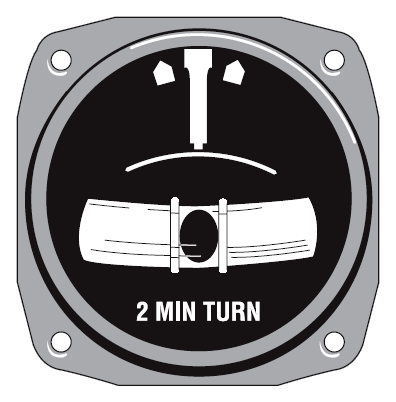
Bille-aiguille

L'indicateur de virage est un gyroscope à un degré de liberté qui mesure le taux de virage de l'avion le plus souvent au moyen d'une aiguille. Quand l'aiguille est verticale, l'avion est en ligne droite. Si elle s'incline à droite ou à gauche, l'avion est en virage du même côté. Le plus souvent, les indicateurs de virage de dérapage sont combinés dans un seul instrument, la bille-aiguille.
L'indicateur de virage permet donc de contrôler l'inclinaison en vol sans visibilité, en secours de l'horizon artificiel (ou en vol de nuage pour les planeurs). Certains modèles visualisent le taux de virage sous la forme d'une inclinaison, à la manière d'un horizon, à la place de l'aiguille.
Un repère de chaque côté correspond à un taux de virage de 3 degrés par seconde (soit un demi-tour de 180° en une minute) appelé « taux de virage standard » (ou taux 1) dans les règles de vol aux instruments (IFR).

## Instruments de navigation

### Compas magnétique
Il utilise le champ magnétique terrestre comme référence.
Il est constitué d'une lunette de lecture sur un boitier étanche rempli d'un liquide dans lequel se déplace librement un équipage mobile formé par une rose des caps et des barreaux aimantés. C'est un instrument peu précis qui donne des indications fausses dès que l'avion n'est pas stable sur une trajectoire rectiligne, horizontale et à vitesse constante.
Il est néanmoins utile pour régler ou recaler le conservateur de cap (voir les articles compas et boussole).
De plus, il est influencé par les champs magnétiques engendrés par les équipements électriques de l'avion. Aussi, il est accompagné d'une courbe de calibration, établie dans des conditions standard de mise sous tension des équipements proches.
Enfin, comme pour tout compas magnétique, il faut tenir compte de la déclinaison du pôle magnétique.

#### Gyro compas / gyro directionnel
Il s'agit d'un gyroscope à un degré de liberté qui permet de conserver une référence de cap de façon beaucoup plus précise qu'un compas magnétique. Il est asservi à une vanne de flux (en anglais : « flux valve ») qui permet de le recaler automatiquement en fonction du champ magnétique terrestre. Il est aussi appelé « plateau de route ».

#### Centrale à inertie

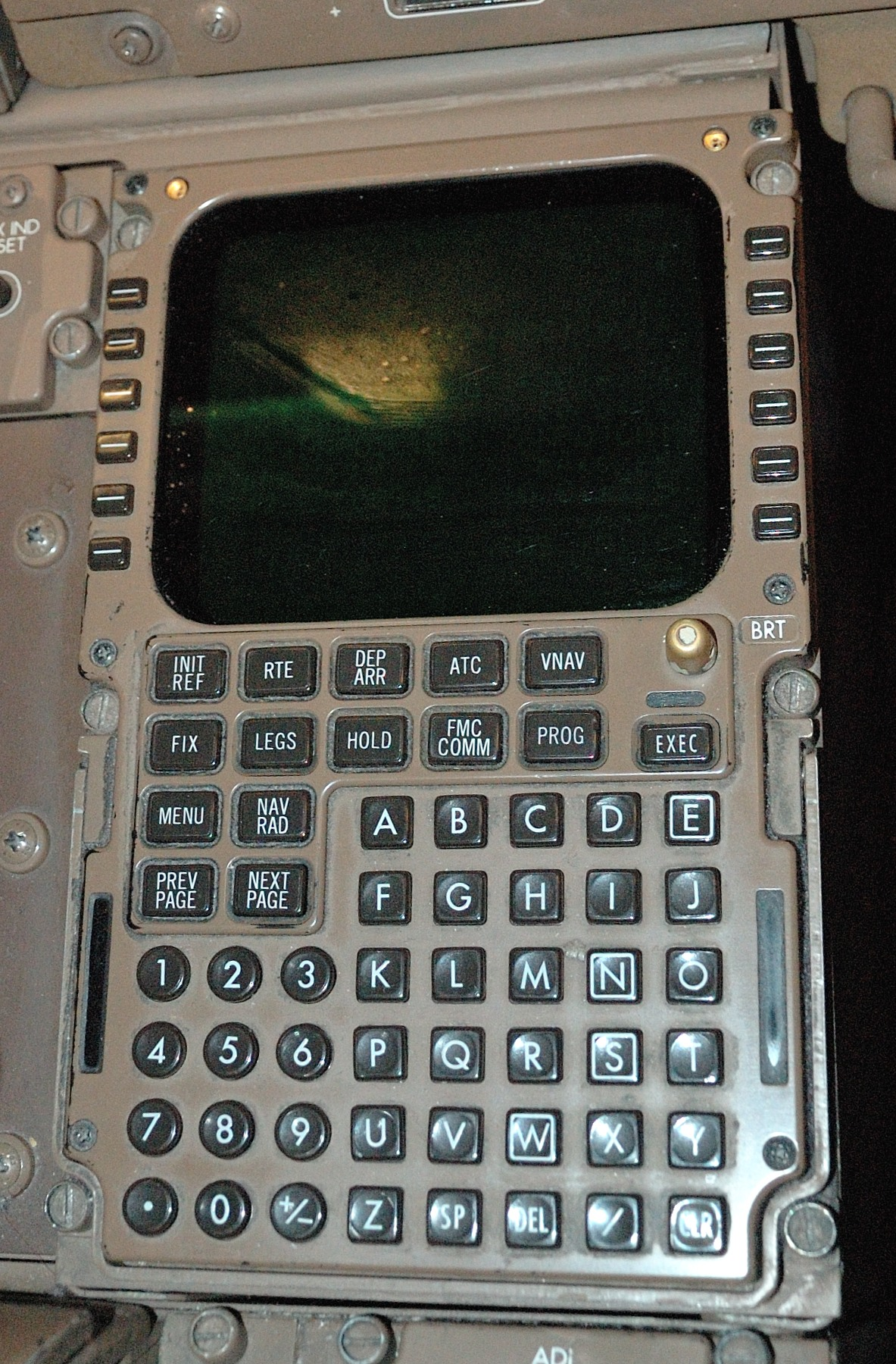
FMS (Flight Management System) de marque Honeywell dans un Boeing 767-300

La centrale à inertie (en anglais Inertial Reference Unit, IRU) est composée de trois gyroscopes, soit un par axe de liberté, et d'un trièdre d'accéléromètres ou d'ensemble d'accéléromètres sur chaque axe. Après une phase de stabilisation, tous les mouvements de l'avion autour de la position de référence sont connus. Elle remplace donc l'horizon artificiel et le gyro directionnel. Par intégration des signaux des accéléromètres, les vitesses de l'avion selon les trois axes sont calculées dans le référentiel terrestre. La position de l'avion est ainsi calculée toujours dans le référentiel terrestre, faisant ainsi abstraction des mouvements dus aux courants aériens. La vitesse de dérive de position est de l'ordre d'un nœud. Ce système est donc insuffisant pour déterminer l'altitude avec une précision suffisante.  La nouvelle génération (Air Data Inertial Reference Unit, ou ADIRU) utilise plusieurs méthodes dont le couplage barométrique ou encore le couplage avec un GPS pour accroitre la précision. Elles sont commandées soit par le CDU (Control Display Unit) sur lequel on peut rentrer les coordonnées manuellement et gérer leurs alimentations, soit par l'ordinateur central de bord de l'avion (Système de gestion de vol, le FMS pour Flight Management System ou FMGC). Les avions de ligne devant franchir les océans en empruntant les espaces MNPS sont équipés de trois centrales de ce type.
On trouve deux types de centrales, celles qui sont équipées de gyroscopes mécaniques, ou les plus modernes qui sont équipées de gyrolasers. Celles équipées de gyroscopes mécaniques deviennent obsolètes, et 75 % des avions de ligne utilisent intégralement des centrales équipées de Gyrolasers.

#### Gyrolaser
Un gyrolaser est composé d'un circuit de lumière parcourant un triangle équilatéral. La source de lumière (rayon laser) est appliquée au milieu de la base du triangle, où elle est séparée en deux faisceaux vers les deux angles inférieurs du triangle où sont placés deux miroirs qui redirigent les deux faisceaux de lumière vers le troisième sommet. La vitesse de propagation de la lumière étant constante, si le triangle est animé d'un mouvement de rotation dans son plan, la distance parcourue dans les deux branches devient différente (Effet Sagnac). Grâce aux propriétés du rayonnement laser, on observe alors une frange d'interférences au sommet du triangle. Un détecteur photoélectrique peut compter et déterminer le sens de défilement des raies de ces interférences, dont la fréquence est proportionnelle à la vitesse de rotation du triangle sur lui-même.
En montant trois dispositifs de ce type selon un trièdre, et en traitant les signaux, il devient possible de déterminer tous les mouvements d'un avion selon ses trois axes comme avec un gyroscope mécanique. En ajoutant les accéléromètres et le traitement de leurs signaux, une centrale à inertie a été reconstituée.

### Instruments de radio-navigation
Ils utilisent des stations au sol ou des satellites pour fournir des indications sur la position de l'avion dans l'espace (voir GPS).

#### Automatic Direction Finder (ADF)
Une antenne sur l'avion capte un signal radio (dans la bande de fréquence de 190 kHz à 1 750 kHz) émis par un émetteur au sol appelé NDB (Non Directional Beacon). L'information délivrée au pilote est présentée par une aiguille qui indique la direction de cette station (l'angle se nomme GISEMENT).

#### VHF Omnidirectional Range (VOR)

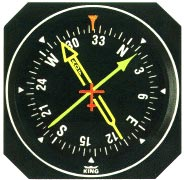
Indicateur RMI

Une antenne sur l'avion reçoit un signal radio (dans la bande de fréquence de 108 à 117,95 MHz) émis par un émetteur au sol appelé VOR. L'information délivrée au pilote est présentée par une aiguille qui indique l'écart par rapport à une radiale sélectionnée par le pilote, en rapprochement ou en éloignement.

#### Radio Magnetic Indicator (RMI)
Il combine sur un même instrument les fonctions ADF et VOR et donne le cap à suivre pour se diriger vers ces stations (ou s'en éloigner, selon la sélection).

#### Distance Measuring Equipment (DME)
Un équipement sur l'avion échange un signal radio (dans la bande de fréquence de 960 à 1 215 MHz) avec une station au sol. L'information délivrée au pilote est la distance oblique à cette station, sa vitesse de rapprochement (ou d'éloignement) ainsi que le temps nécessaire pour la rejoindre.

#### Instrument Landing System (ILS)
Une antenne sur l'avion reçoit deux signaux radio lors des approches. Les informations fournies au pilote sont l'écart horizontal de sa trajectoire par rapport à l'axe de la piste et l'écart vertical avec la pente idéale qu'il doit tenir pour aboutir au seuil de la piste. L'ILS est utilisé pour les atterrissages tous temps en vol aux instruments (IFR). L'indication « droite-gauche » est transmise par une émission VHF (de 108,10 à 111,95 MHz), tandis que l'indication « haut-bas » est transmise par une émission UHF (de 334,7 à 330,95 MHz).

### Global Positioning System (GPS)
Appareil disposant d'une antenne qui capte un signal radio UHF émis par une constellation de satellites. L'information délivrée au pilote est sa position sur le globe terrestre (latitude, longitude et, avec une mauvaise précision, altitude), sa route vraie ainsi que sa vitesse par rapport au sol.
Il n'est pas considéré comme un instrument primaire, du fait de sa dépendance au réseau de satellites américains. On l'utilise comme aide en navigation VFR.

## Les différents types d'instruments

### Instruments aérodynamiques (ou anémobarométriques)
Ils utilisent les propriétés liées à la pression de l'air environnant. Une sonde (appelée tube de Pitot) disposée sur l'avant du fuselage ou de la voilure permet de capter la pression totale à un endroit où la pression créée par l'écoulement de l'air autour de l'avion (vent relatif) et la pression atmosphérique régnante s'additionnent. Des prises d'air disposées sur le côté du fuselage de l'aéronef permettent de mesurer la pression atmosphérique pure (pression statique) à un endroit où le déplacement de l'air n'a aucun effet. La vitesse de l'avion par rapport au vent peut alors être déduite de la différence entre pression totale et pression statique. Cette différence représente la pression dynamique, proportionnelle à la vitesse de l'avion par rapport à l'air. Le système installé sur les aéronefs est désigné par le terme anémobarométrique (voir plus bas anémomètre).

## Instruments électromagnétiques

### Systèmes de visualisation électronique (EFIS - Electronic Flight Instruments System)

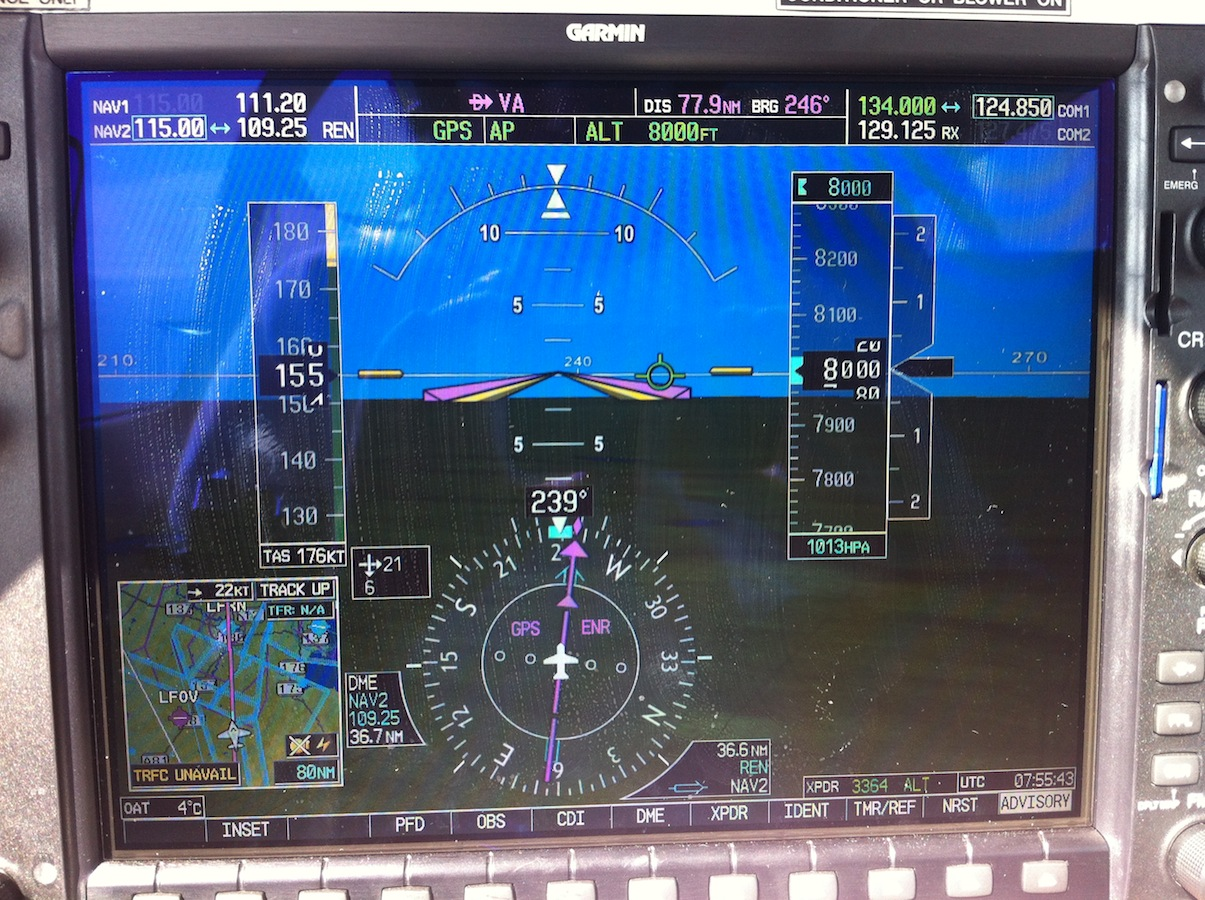
PFD sur un Mooney M20R en vol

Ils permettent de visualiser sur des écrans (PFD - Primary Flight display, ND - Navigation Display) l'ensemble des paramètres nécessaires au pilote. De la même façon, des écrans (ECAM - Electronic Centralised Aircraft Monitoring sur Airbus) permettent d'afficher les paramètres moteurs.
Sur Dornier 328, l'EICAS (Engine Indicating and Crew Alerting System) est un écran central divisé en deux parties, la première qui symbolise les paramètres moteurs et la seconde, le CAS FIELD, dans laquelle sont centralisées toutes les informations et alarmes de l'avion, avec un code couleur selon l'importance du message :
- cyan et vert : informations et fonctionnement normal ;
- blanc : système armé et en attente de fonctionnement ou système en fonctionnement (suivant la philosophie du constructeur) ;
- bleu : indication de transit (ex. : ouverture ou fermeture d'une vanne) ;
- magenta : valeurs présélectionnées ;
- ambre : message de dysfonctionnement mineur ou illogique ;
- rouge : alarmes ou pannes majeures à traiter d'urgence par l'équipage.

Voir aussi : HUD / Affichage tête haute.

### Système de gestion de vol

#### Système de gestion de vol (FMS - Flight Management System)

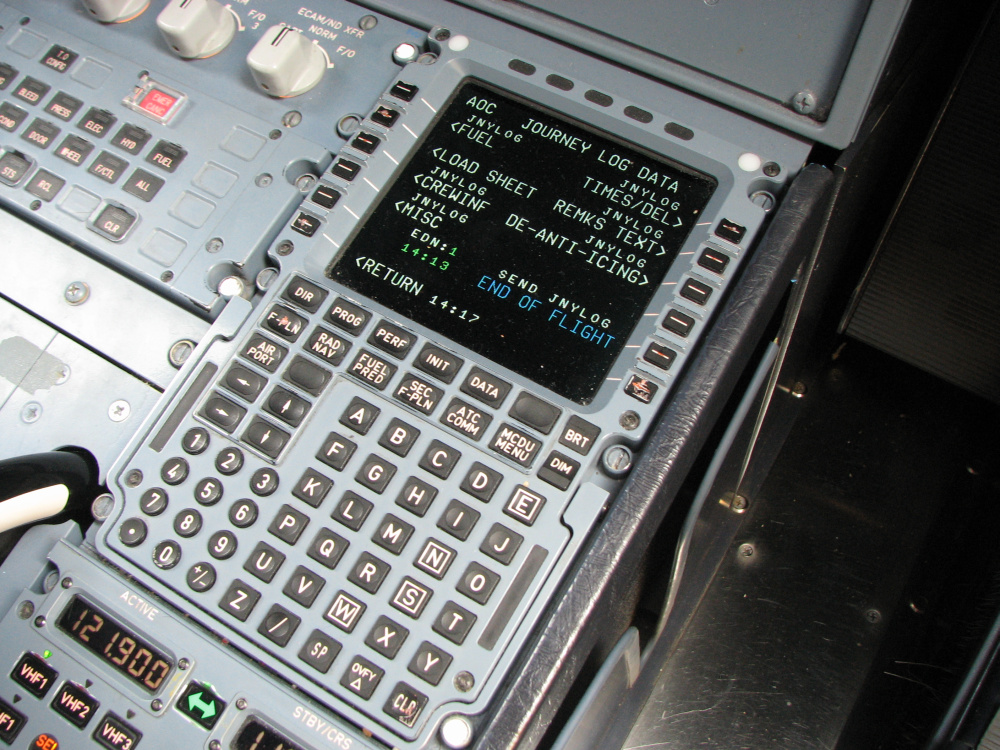
MCDU (Multifunctional Control and Display Unit) sur A320-200 où l'écran peut afficher les informations du FMS

Il permet grâce notamment à une centrale inertielle couplée à un calculateur d'assister le pilote pendant le vol. Il lui fournit des renseignements sur le pilotage, la navigation, les estimées, la consommation, etc.
Le pilote dispose d'une interface lui permettant avant le départ d'entrer son plan de vol. Il s'agit d'une sorte de « contrat » passé au préalable avec les autorités du contrôle aérien qui décrit la façon dont le vol va se dérouler. Par exemple, départ de Toulouse Blagnac, piste 14L, départ standard LACOU5A, puis passage par Agen, Limoges, et enfin atterrissage à Orly, approche ILS piste 26 après l'arrivée standard AGOP1S. Le plan de vol est constitué d'une suite de points dont la structure est définie par des normes précises telles que l'ARINC 424. À partir de ce plan de vol, le FMS calcule la trajectoire qui sera affichée sur les écrans de visualisation et une estimation de l'ensemble des données susceptibles d'être utile au pilote pendant le vol: heures de passage aux différents points du plan de vol, estimation de la quantité de fioul à bord, etc. Le FMS est en général couplé au pilote automatique pour l'assister dans le guidage de l'avion.

### Système de pilotage automatique
Le pilote automatique (abrégé en PA en français, ou AP – autopilot – afin de ne pas confondre avec « Public Adress », système de communication par micro permettant à l'équipage de s'adresser aux passagers) ou l'AFCS – Automatic Flight Control System –  permet, grâce à un ensemble de servocommandes, d'asservir l'avion dans une configuration de vol (mode de base) ou sur une trajectoire donnée (mode supérieur). Ces deux systèmes partagent le ou les mêmes calculateurs. Ils fonctionnent selon trois phases : armé (le calculateur acquiert les données), capture (le calculateur indique les corrections à effectuer) et maintien (le calculateur tient les paramètres).

#### Directeur de vol (DV)
Flight Director (FD) en anglais.
Il fournit au pilote de l'avion une aide, en lui indiquant le sens et l'amplitude des manœuvres à effectuer pour amener l'avion dans une configuration de vol ou sur une trajectoire sélectionnée. Il se présente sous la forme de « moustaches » sur l'horizon artificiel qu'il s'agit de faire correspondre avec la maquette de l'avion qui y figure, ou sur la forme d'une croix sur laquelle aligner le repère central représentant l'avion.

### Instruments de surveillance des paramètres moteurs et autres systèmes

#### Manomètres
Ils indiquent les pressions d'huile, de carburant ou d'admission.

#### Tachymètre
Il indique la vitesse de rotation du moteur (en tr/min) ou d'un réacteur (en % d'un régime nominal).

### Systèmes d'alarmes

#### Avertisseur de décrochage
Il émet un signal sonore ou une vibration du manche du pilote lorsque l'avion s'approche de l'angle d'incidence maximum avant décrochage. Ce système s'appelle Stall Warning System

#### Avertisseur de proximité du sol
L'avertisseur de proximité du sol (GPWS - Ground Proximity Warning System) permet de prévenir (par un message vocal « terrain » ou « pull up ») le pilote lorsque l'avion s'approche du sol.
Une version améliorée possède en plus une cartographie plus ou moins fine du terrain qui est présentée aux pilotes sur les écrans EFIS en cas d'alarme. Sur A380, le programme présente une vue en coupe latérale du plan de vol. Ce système de dernière génération est appelé Enhanced-GPWS ou E-GPWS.

#### Dispositif d'évitement de collisions
Le dispositif d'évitement de collisions (TCAS - Traffic and Collision Avoidance System) permet de prévenir (sur un écran et par un message vocal « trafic ») le pilote lorsque l'avion s'approche d'un autre avion. Il peut également proposer (en se synchronisant avec le TCAS de l'autre appareil : coordination des manœuvres) une manœuvre d'évitement dans le plan vertical (climb: monter, descend: descendre).
Le BEA préconise de suivre les instructions du TCAS en priorité sur les instructions données par le Contrôle aérien (à la suite de la collision en plein ciel de deux avions au-dessus du sud de l'Allemagne - voir accident aérien d'Überlingen).

### Système radiotéléphonique
Le système radiotéléphonique permet de transmettre des clairances et des informations importantes pour la sécurité de la circulation aérienne et l'efficacité de la gestion du trafic aérien.
On distingue deux types de services mobiles aéronautiques régis par des procédures différentes :
- le service mobile aéronautique (R) (« en route dans des couloirs aériens ») réservé aux communications relatives à la sécurité et à la régularité des vols, principalement le long des routes nationales ou internationales de l'aviation civile[2] ;
- le service mobile aéronautique (OR) (« hors des routes ») destiné à assurer les communications, y compris celles relatives à la coordination des vols, principalement hors des couloirs aériens[3].

#### Station radiotéléphonique VHF

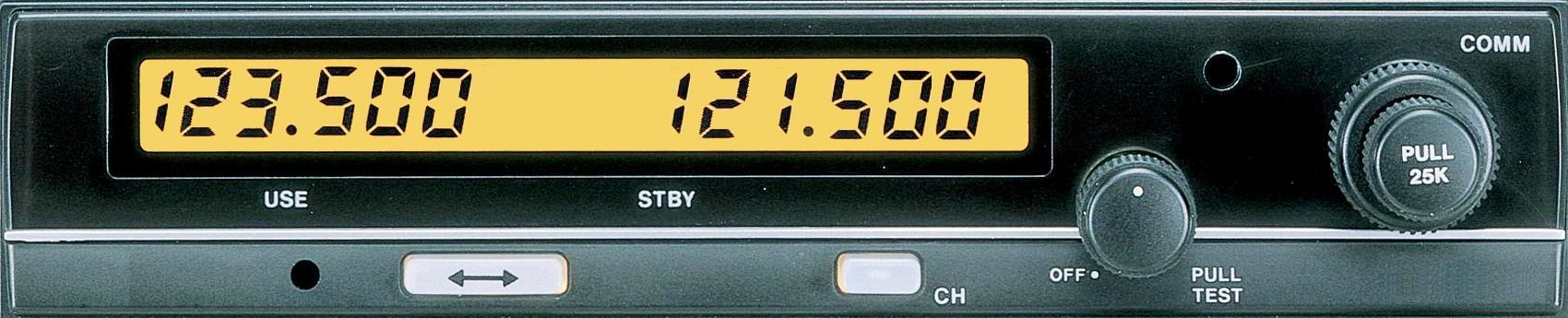
Émetteur-récepteur aéronautique bande VHF

Les stations radiotéléphoniques radioélectriques de la bande aéronautique de 117,975 MHz à 137 MHz, avec 2280 canaux espacés de 8,333 kHz sont utilisées pour les communications à courte et moyenne distance entre les pilotes et le personnel des stations au sol et entre les aéronefs.
Une deuxième bande aéronautique 235 MHz à 360 MHz nommée « bande UHF » afin d'être différenciée de la « bande VHF » proprement dite. Cette bande est utilisée en aéronautique militaire et pour le contrôle d'espace aérien supérieur (UTA, Upper Traffic Area) au-dessus du niveau 195 (5 800 m).

#### Station radiotéléphonique MF

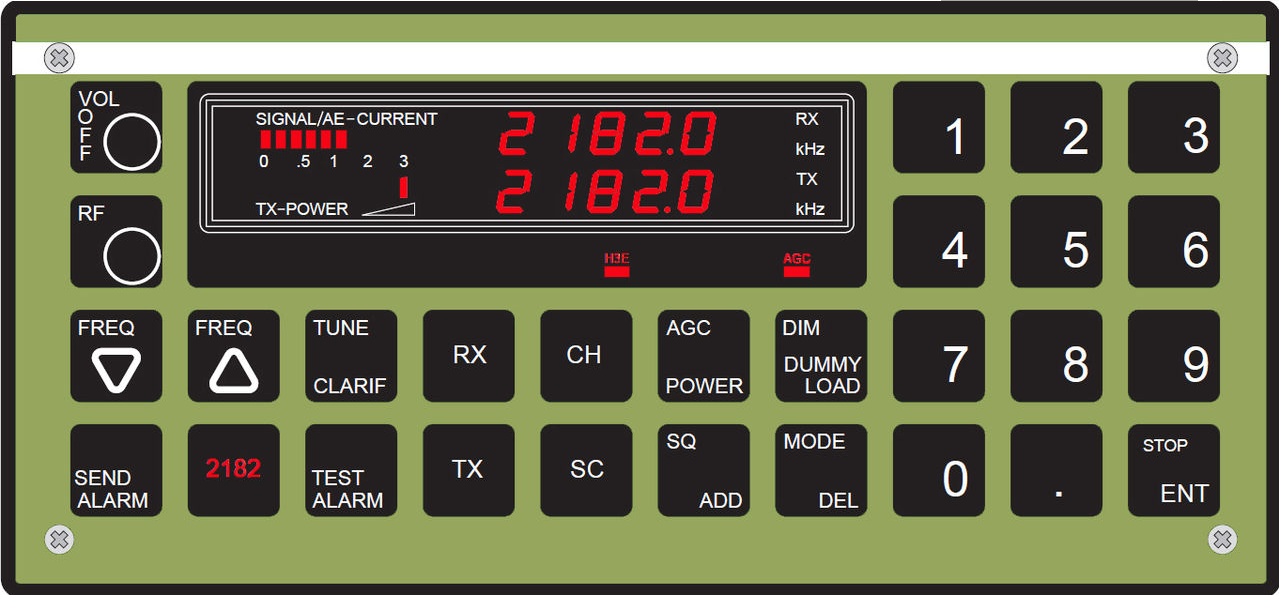
Émetteur récepteur radiotéléphonique bande 1,6 à 26 MHz en USB

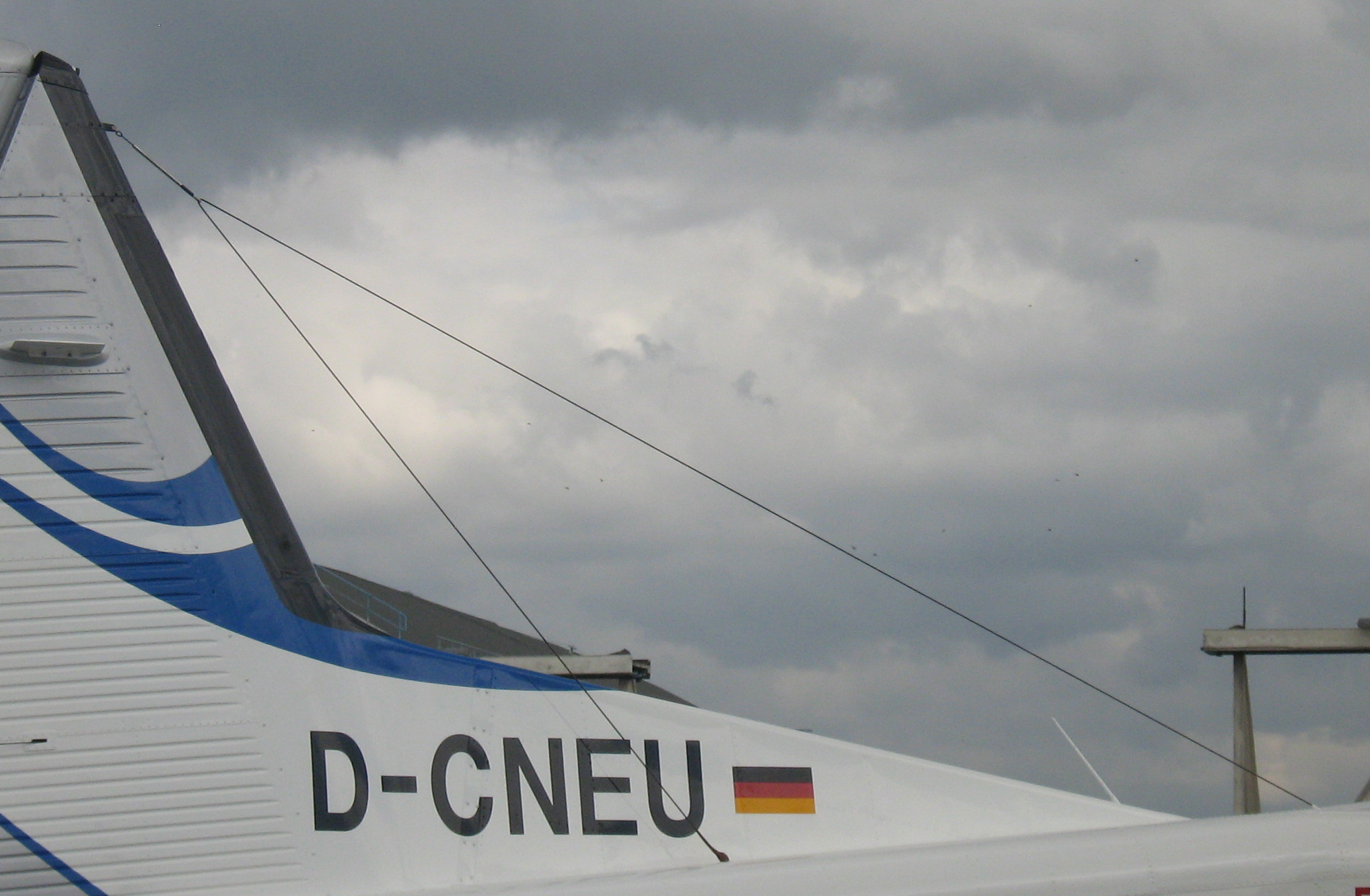
Antenne oblique en « V » renversé 2 à 23 MHz, tendue de la coque de l'avion à la dérive.

Les stations radiotéléphoniques avec une centaine de canaux espacés de 3 kHz en BLU J3E dans la bande comprise entre 2 850 kHz et 3 155 kHz sont utilisées (sans une parfaite couverture des stations VHF aéronautiques régionales au sol) pour les communications régionales jusqu'à 600 km entre le personnel des stations au sol et les pilotes des aéronefs au-dessus des parties désertiques, des mers et des océans.
Ainsi, les liaisons régionales font l'objet d'un contrôle aérien assuré par voix via des centres régionaux.
L'antenne radioélectrique en moyenne fréquence
- Pour les avions à réaction, l'antenne radioélectrique est carénée dans la dérive.
- Pour les hélicoptères une antenne long-fil est tendue de la cabine à la queue.
- Pour les avions à hélice, l'antenne radioélectrique long-fil est tendue de la coque de l'avion à la dérive.
- Sur des types d'avions à hélice, en vol une antenne pendante longue de plusieurs dizaines de mètres est déroulée pour établir les communications radios dans la bande 2 850 à 3 155 kHz et sur la bande marine comprise entre 2 000 kHz et 4 000 kHz. Proche du sol cette antenne est rembobinée sur un touret. À l'extrémité de l'antenne pendante un plomb de lestage porte l'indicatif radio de l'aéronef.

Cette antenne radioélectrique de moyenne fréquence est alimentée par une boîte de couplage automatique.

#### Station radiotéléphonique HF
Le matériel radioélectrique est utilisé pour des contacts à longue distance (souvent intercontinental) entre les pilotes des aéronefs et le personnel des stations au sol en utilisant les bandes en hautes fréquences entre 3 400 kHz et 23,35 MHz en plusieurs sous bandes avec des canaux de 3 kHz en J3E (USB).
Ainsi, les liaisons internationales font l'objet d'un contrôle aérien assuré par voix via des centres internationaux. Des stations VOLMET fournissant des prévisions météorologiques pour la plupart des grands aéroports des différents continents. Un système d'appel SELCAL, émettant un signal lumineux et sonore, permet au pilote d'être informé de l'appel de la station sol, et ainsi de l'avertir d'établir le contact radiotéléphonique.

#### Radiotélécommunication par satellite
VHF Data link